# Pierre Claude Haudeneau de Breugnon
Pierre Claude Haudeneau de Breugnon (Brest, 3 agosto 1717 – Parigi, 6 settembre 1792) è stato un ammiraglio e diplomatico francese, che fu conte di Breugnon, e signore di Coatamour e di Keroc'hiou, insignito della Gran Croce dell'Ordine di San Luigi.

## Biografia
Nacque a Brest il 3 agosto 1717, figlio dello chef d'escadre Charles Joseph Haudeneau (1677-1760) signore di Breugnon  e di Marie Pauline Oriot de Coatamour. Entrò nella Marine royale il 4 gennaio 1733 assegnato a una compagnia di guardiamarina del dipartimento di Brest. Tra il 21 luglio 1733 e l'8 gennaio 1734 fu imbarcato sulla fregata da 30 cannoni Astrée, e tra il 1 febbraio e il 2 dicembre 1739 sul vascello da 50 cannoni Atlas. Promosso enseigne de vaisseau il 1 maggio 1741, si imbarcò successivamente sul vascello Alcide (6 marzo-8 novembre 1745), e come comandante la flûte da 18 cannoni La Parham (29 marzo-22 maggio 1746) sulla quale combatté un corsaro britannico al largo di Calais. Il 1 luglio 1746 assunse il comando della fregata da 22 cannoni Le Dursley Galley, con la quale navigò tra Brest e Port Louis, Île de France.
Fu promosso tenente nel 1751, nel 1754 operò a bordo del vascello da 64 cannoni Actif, e tra il 18 novembre 1755 e il 7 febbraio 1756 fu al comando della corvetta Galatée. Tra l'11 marzo e il 21 settembre 1756 comandò la fregata Siréne da 32 cannoni, nella squadra di Louis Charles du Chaffault de Besné, diretta alle Antille. Promosso capitano di vascello il 17 aprile 1757, tra il 9 aprile e il 21 novembre 1758 comandò il vascello Bizarre da 64 cannoni nella divisione di Du Chaffault che trasportò rinforzi a Louisbourg e Québec. Nel 1760 divenne conte di Breugnon. Tra il 5 maggio 1760 e l'11 febbraio 1762 fu comandante del vascello da 74 cannoni Diadème, effettuando viaggi tra Santo Domingo e Brest, e tra il 28 marzo e il 30 novembre 1765 fu comandante della fregata Licorne con cui prese parte alla blocco navale dei pirati di Salé (31 maggio-11 giugno 1765) a alla spedizione di Larache (25-26 giugno 1765) condotte da una squadra navale al comando di du Chaffault de Besné.
Nel 28 marzo 1767 fu nominato ambasciatore straordinario del Re Luigi XV presso il sultano del Marocco Muhammad III. Partito da Brest il 7 aprile, a bordo del vascello da 64 cannoni L'Union con 450 uomini d'equipaggio, tra cui Pierre André de Suffren de Saint Tropez, scortato dalla fregata La Sincère comandata dal conte de Durfort, capitano di fregata, e dalla scialuppa cannoniera La Lunette, comandata dal guardiamarina Armand de Kersaint. Queste navi erano inviate in missione straordinaria dal re di Francia all'imperatore del Marocco. Il 24 aprile la squadra arrivò nella rada di Safi, e il 16 maggio il conte de Breugnon e il suo seguito arrivarono a Marrakech. Due giorni dopo Sidi Mohammed lo ricevette in udienza. Mentre le discussioni iniziarono il giorno dopo, 19 maggio, e nove giorni dopo portarono alla firma di un trattato, vantaggioso per la Francia, firmato dal conte di Breugnon con il sultano del Marocco il 28 maggio 1767.
Rientrato a Brest il 25 luglio 1767, si recò a Versailles per rendere conto al re della sua missione. In ricompensa dei suoi servigi fu promosso a chef d'escadre il 18 agosto dello stesso anno. Il 25 novembre successivo sposò la signorina Louise–Jeanne-Marguerite Grégoire de Saint-Sauveur (1745-av. 1816), figlia di Jean Anne de Grégoire, marchese di Saint-Sauveur. 
Tra il 5 maggio e il 10 settembre 1772 fu comandante del vascello da 50 cannoni Hippopotame, e tra la fine del 1772 e il 1775 fu comandante della marina a Brest. Nel 1774 fu coinvolto nell'inchiesta sull'incendio che aveva distrutto il vascello Mars sull'Île de France l'anno prima.
Fu promosso tenente generale delle armate navali il 1º marzo 1779. Tra il 1779 e il 1784 fu comandante della forze navali a Lorient, dove stazionava una divisione della flotta di Charles Henri d'Estaing. Egli alzava la sua insegna sul vascello da 80 cannoni Tonnant ed aveva come suo capitano di bandiera Paul Jacques de Bruyères-Chalabre. Durante la guerra d'indipendenza americana combatté durante la battaglia di Rhode Island (28 agosto 1778), in quella di Grenada (6 luglio 1779) e durante l'assedio di Savannah (16 settembre-17 ottobre 1779).
Poi andò a Saint-Domingue per motivi di salute,e fu sostituito con Jacques-Melchior Saint-Laurent, Conte di Barras.
Nel 1781 comandò nuovamente una divisione navale, alzando la sua insegna sul vascello da 110 cannoni Royal Luis, Bretagne da 110 cannoni, la fregata Concorde da 32 cannoni e la corvetta Curieuse da 10 cannoni. La divisione salpò da Brest il 2 settembre e arrivò a Cadice il 1 ottobre per unirsi alla flotta di Estaing.
Nell'ottobre 1782 fu presidente di una corte marziale che indagava sul capitano Sillans per la perdita del vascello da 74 cannoni Pégase nella battaglia di Ouessant il 21 aprile 1782. Sillans fu destituito ed espulso dalla Marine royale. L'anno successivo presiedette l'inchiesta tenutasi a Lorient per indagare sugli eventi della battaglia delle Saintes. Il 25 agosto 1784 fu decorato con la Gran Croce dell'Ordine di San Luigi.
Dopo lo scoppio della rivoluzione francese nel 1789, venne promosso viceammiraglio nel 1792.
Fu assassinato durante i massacri di settembre il 6 settembre 1792.

### Annotazioni
1. ↑  La signoria de Coatamour o Coat Amour, e situata nei pressi di Morlaix, e comprende il maniero di Coat Amour.
2. ↑  La signoria di Keroc'hiou o Keroriou, e sitiata in prossimità di Morlaix, e comprendeva il castello di Keroriou. Secondo il sistema territoriale in vigore all'epoca le due signorie erano situate nel territorio di Ploujean, nella Diocesi di Tréguier.
3. ↑  Appartenente a una famiglia della nobiltà bretone originaria di Breugnon, nel Nivernese.

### Fonti
1. 1 2 3 4 5 6 7 8  Threedecks.
2. 1 2 3  Taillemite 2002, pp. 72-73.
3. ↑  Breugnon si trova nei pressi di Clamency, nel dipartimento della Nièvre.
4. 1 2 3 4 5 6 7 8  Contenson 1934, p. 145.
5. 1 2  Archives Nationales 2011, p. 98.
6. ↑  Archives Nationales 2011, p. 103.
7. ↑  Archives Nationales 2011, p. 165.
8. 1 2 3 4 5  Archives Nationales 2011, p. 174.
9. ↑  de Cornot Cussy 1835, p. 197.
10. ↑  Archives Nationales 2011, p. 198.
11. ↑  Lacour-Gayet 1905, p. 663.
12. ↑  Archives Nationales 2011, p. 230.
13. ↑  Archives Nationales 2011, p. 234.
14. ↑  Lacour-Gayet 1905, p. 629.
15. ↑  Troude 1867, p. 39.
16. ↑  Troude 1867, p. 42.
17. ↑  Archives Nationales 2011, p. 275.
18. ↑  Archives Nationales 2011, p. 294.
19. ↑  Lacour-Gayet 1905, p. 320.
20. ↑  Lacour-Gayet 1905, p. 380.
21. ↑  Potier de Courcy 1862, p. 131.
22. ↑  Troude 1867, p. 158.
23. ↑  Mezin 1997, p. 190.